# 梁耀霆
梁耀霆（1997年—），香港學生，就讀香港教育大學語文研究（英文主修）課程，香港教育大學第二十六屆學生會臨時行政委員會會長。畢業於沙田蘇浙公學（2009－2016）。2019年，他積極參與反對逃犯條例修訂草案運動，因而受到關注。

## 反對逃犯條例修訂草案運動

### 恐嚇事件
2019年八月，梁住所附近貼有恐嚇單張，並有陌生人監視住所門口，甚至一度敲門確認其所在。
梁曾經對此回應：「慶幸我家人支持我。即使有這些事發生，我也不會向這些威嚇、這些白色恐怖低頭。」

### 太子站襲擊事件
2019年9月1日凌晨，香港教育大學學生會在facebook發聲明指，會長於8月31日近晚上十時於太子站被捕。其後證實警方以非法集結為由拘捕梁。梁於9月2日獲無條件釋放。他向記者透露自己被捕當日只是途經太子站，卻與大批市民一同被警員用警棍襲擊及踩踏頭部、背部。他現正向警方進行民事索償。
梁於同年9月4日與立法會議員毛孟靜及一名831女受害人見記者，批評警方濫捕，並以過度武力、性侵犯、凌辱方式對待被捕人士。梁又於記者會上轉述一名便衣警員曾向他表示「我哋警察呢兩個月咁辛苦，OT咁多個鐘，有時見到好似呢啲女仔（警員有指著前方一名女被捕者），想X（強姦）佢係正常嘅。」
梁其後入稟高等法院，要求法庭頒令港鐵保留及披露當晚太子及荔枝角站的閉路電視片段。高院原訟庭押後至今午頒布書面決定，下令港鐵須保留閉路電視片段，直至法庭正式決定港鐵須否披露有關片段。高院於9月16日頒令要求港鐵一併保留太子及荔枝角站的閉路電視片段。2020年3月18日，法庭頒令港鐵須向梁耀霆一方披露8月31日太子站晚上10時40分至翌日凌晨1時半和荔枝角站9月1日凌晨1時25分至2時的相關閉路電視片段，但不得向公眾披露片段。3月27日，梁表示港鐵已將總時長90小時以上的片段交予其律師團隊。5月23日，梁在社交平台表示已與律師檢閱相關片段，發現港鐵提供閉路電視片段並不齊全，有不尋常的地方，港鐵則回應指已遵從法庭命令，把指定時段的所有閉路電視片段交予梁。

### 香港大專學界國際事務代表團
大專學界為把抗爭擴展至國際戰線，令自由世界關注香港，於2019年7月宣布成立「香港大專學界國際事務代表團」（HKIAD），以集合各大專學生會之力，以民間外交形式，把香港問題推向國際。學界代表團成員涵蓋合共12個大專學生會。梁以代表身份先後到台灣、英國、德國、瑞士、以及美國進行國際游說工作。代表團於2019年致力推動美國國會通過「香港人權與民主法案」，法案於2019年11月獲美國國會參眾兩院通過並由總統川普簽署生效。

## 外部鏈結
- 梁耀霆的Facebook專頁